# Tomáš Micka
Tomáš Micka (* 7. června 1983 Jihlava) je bývalý český hokejista. Jeho otcem je Jindřich Micka, bývalý hokejista, generální sekretář ČSLH a hráčský agent.
Po ukončení aktivní sportovní kariéry se Tomáš Micka stal rozhodčím.

## Kariéra
Již v šesti letech přestoupil do klubu Slavia Praha, v jejímž dresu nastupoval v dorosteneckých a juniorských soutěžích. Za A tým Slavie nastoupil pouze v přípravných utkáních před sezónou 2001/02 a v jediném utkání sezóny 2002/03. Dále v české Extralize působil v klubech HC Havířov Panter, HCM Žďár nad Sázavou, HC Energie Karlovy Vary a HC Slovan Ústečtí Lvi.

## Hráčská kariéra
- 2001/2002 HC Slavia Praha
- 2002/2003 HC Femax Havířov
- 2003/2004 Columbus Cottonmouths ECHL
- 2004/2005 Greenville Grrrowl ECHL, Toledo Storm ECHL, Victoria Salmon Kings ECHL
- 2005/2006 HK Dukla Trenčín (Slovensko)
- 2006/2007 HK Dukla Trenčín, HC Slovan Ústečtí Lvi
- 2007/2008 HC Slavia Praha Mistr české extraligy
- 2008/2009 HC Slavia Praha
- 2009/2010 HC Slavia Praha, HC Rebel Havlíčkův Brod, HC Mountfield České Budějovice
- 2010/2011 HC Slavia Praha
- 2011/2012 HC Slavia Praha
- 2012/2013 HC Slavia Praha
- 2013/2014 HC Slavia Praha / HC Energie Karlovy Vary
- 2014/2015 HC Slavia Praha / HC Energie Karlovy Vary
- 2015/2016 HC Slavia Praha

### Draft a zahraniční zkušenosti
V roce 2002 byl jako 245. draftován Edmontonem Oilers do NHL, do které však nepronikl. Působil pouze v nižších zámořských soutěžích. Zahraniční zkušenosti čerpal i ve slovenské Extralize.

### Reprezentace
Byl i členem reprezentačních výběrů České republiky do 18 a do 19 let.